# 撕裂秋海棠
撕裂秋海棠（学名：Begonia lacerata）为秋海棠科秋海棠属的植物，是中国的特有植物。分布于中国大陆的云南等地，生长于海拔1,850米的地区，多生于林下，目前已由人工引种栽培。

## 别名
蒙自秋海棠（云南种子植物名录）